# Bohdaniwka (obwód chmielnicki)
Bohdaniwka – wieś w rejonie wołoczyskim, w obwodzie chmielnickim.